# Gogglebox Ireland
Gogglebox Ireland è un programma televisivo irlandese d'intrattenimento tratto dall'omonimo programma di origine britannica di Channel 4, trasmesso su TV3

## Format
Il programma presenta famiglie, gruppi di amici e colleghi, che riuniti sul divano della propria abitazione reagiscono ai programmi televisivi visti in quel momento.

## I protagonisti
| Protagonisti                                       | Descrizione |
| -------------------------------------------------- | ----------- |
| The Grufferty family                               |             |
| Jamie, Lindsay, Ashley e Gráinne - The Cabra Girls |             |
| Fergal e Neal Tully                                |             |
| Angela ed Eileen                                   |             |
| The Ryan Family                                    |             |
| John e David                                       |             |
| The Naughton Family                                |             |
| Tracie ed Anita                                    |             |
| Tadhg ed Ettie                                     |             |
| The Adenuga Family                                 |             |
| Martin e Rory                                      |             |
| Paul e Paul                                        |             |
| Shelly e Jonny                                     |             |
| Laura e Aisling                                    |             |
| The Morans                                         |             |
| Dawn and Dale                                      |             |

## Edizioni
| Edizione | Inizio            | Fine             | Puntate | Share |
| -------- | ----------------- | ---------------- | ------- | ----- |
| 1ª       | 22 settembre 2016 | 22 dicembre 2016 | 14      |       |
| 2ª       | 8 febbraio 2017   | 26 aprile 2017   | 12      |       |